# ディック・コリンズ
ディック・コリンズ（Dick Collins、1924年7月19日 - 2016年4月19日）は、アメリカのジャズ・トランペット奏者。
コリンズは、1924年7月19日にシアトルで生まれた。彼の両親と祖父母の何人かはプロのミュージシャンであった。コリンズは1946年から1947年にかけてミルズ大学に通い、ダリウス・ミヨーのもとで正式に音楽を学び、次の学年のためにミヨーとともにパリに移った。ミルズ大学の学生として初めてデイヴ・ブルーベックと出会い、パリ滞在中にユベール・フォルやケニー・クラークと共演した。カリフォルニアに戻ると、ベイエリアを拠点とするブルーベックのオクテットで演奏を始め、サンフランシスコ州立大学で音楽の学士号を取得した。1950年代には、チャーリー・バーネット、チャーリー・マリアーノ、ナット・ピアース、ポール・デスモンド、カル・ジェイダー、ウディ・ハーマンらと共演し、レコーディングを行った。1957年にはレス・ブラウンと共演するようになった。この組み合わせは10年近く続き、世界規模のツアーも行われた。
1965年、コリンズは音楽図書館員の職に就いて1967年まで過ごし、1971年から1986年までは2番目の職に就き、その間はほとんど音楽活動から遠ざかっていた。後年、彼はナット・ピアース、メリー・アン・マッコール、ウディ・ハーマンらと共演するなど、時折ライブやレコーディングで演奏を行った。
2016年4月19日、カリフォルニア州ヘスペリアにて91歳で死去した。

## ディスコグラフィ

### リーダー・アルバム
- Horn Of Plenty (1955年、RCA) ※Dick Collins And The Runaway Herd名義
- King Richard The Swing Hearted (1955年、RCA Victor) ※Dick Collins And His Orchestra名義